# 勝木站
勝木站（日语：／ Gatsugi eki */?）是位於新潟縣村上市勝木，東日本旅客鐵道（JR東日本）的羽越本線車站。

## 歷史
- 1924年（大正13年）7月31日：羽越線村上至鼠關之間開業，此站啟用。
- 1925年（大正14年）11月20日：隨著支線與赤谷線啟用，羽越線改名為羽越本線。
- 1967年（昭和42年）4月：運送貨物用的吊臂起重機停止使用。
- 1967年（昭和42年）12月：運送貨物用的吊臂起重機撤走。
- 1969年（昭和44年）10月1日：終止行李運送業務。
- 1972年（昭和47年）9月1日：終止貨物和行李起卸業務，成為無人車站。
- 1987年（昭和62年）4月1日：伴隨國鐵分割民營化，車站由東日本旅客鐵道（JR東日本）營運。
- 1988年（昭和63年）3月：現時車站大樓重建。
- 2004年（平成16年）4月1日：不再成為簡易委託車站（實際上售票櫃臺在2003年12月後停止）。

## 車站構造
車站是一座地面車站，設有2面2線的相對式月台。月台之間設有跨線橋連接。
此站是由村上站管理的無人車站。原本車站大樓與入口位於靠山的東出口，在大樓內設有自動售票機和廁所。另外，車站西方（靠海的一方）也設有西出口。在昭和60年代前，此站為簡易委託車站，當時可販賣近距離硬式車票。
在勝木至府屋之間，為了建設雙線鐵路，建設了的構造物。但是現時還未切換新路軌。舊線遺址是行走於海邊，為一個著名的攝影地點（國道7號的舊道）。

### 月台
| 月台 | 路線      | 上下行 | 方向           |
| ---- | --------- | ------ | -------------- |
| 1    | ■羽越本線 | 上行   | 村上、新津方向 |
| 2    | ■羽越本線 | 下行   | 鶴岡、酒田方向 |

## 車站周邊
- 勝木郵局
- 國道7號
- 國道345號（日语：国道345号）
- 山北德洲會醫院 - 於西出口步行1分鐘
- 勝木尤里花會館 - 於東出口步行5分鐘
- JR綜研勝木鹽害測試場
- 朝日食堂

## 巴士路線

村上市內的巴士路線圖。時間表參見新潟交通觀光巴士官網 村上區、勝木區 。

在車站前設有新潟交通觀光巴士「勝木站前」巴士站。

## 相鄰車站
東日本旅客鐵道
■羽越本線
越後寒川－勝木－府屋

## 注腳
1. ↑  JR東日本:駅構内図 （页面存档备份，存于）（日語）

## 外部連結
- 車站資訊（勝木）：東日本旅客鐵道（日語）